# Dorney Lake
Dorney Lake is een speciaal voor de roeisport aangelegd meer in Engeland. Het meer is gelegen nabij de plaats Dorney, Buckinghamshire en in de buurt van Windsor en  Eton. Het meer is particulier eigendom en wordt gefinancierd door het Eton College, dat ruim zeventien miljoen pond in het meer geïnvesteerd heeft.
Het meer werd als accommodatie gebruikt bij de Olympische Zomerspelen van 2012 voor de sporten kanovaren en roeien. 
Ten oosten van Dorney Lake, aan de overkant van de Theems, ligt de paardenrenbaan Windsor Racecourse.

## Sportevenementen
Sinds het meer werd geopend zijn er een aantal regatta's heen verplaatst welke voorheen werden gehouden op de Theems. Deze zijn: 
- de Marlow Regatta ( juni)
- de Metropolitan Regatta (mei/juni)
- de Wallingford Regatta (mei)

Dorney Lake is aangewezen als gastaccommodatie voor de volgende internationale sportevenementen: 
- Wereldkampioenschappen roeien voor junioren in 2011 (3-6 augustus)
- Olympische Zomerspelen 2012 (kanovaren en roeien, 25 juli - 12 augustus)

## Specificaties
- acht banen, elk 13,5 m breed
- minimale waterdiepte van 3,5 m
- een retourkanaal voor bootbewegingen aan de start, gescheiden van de grootste meren met een eiland